# Vanessa Amorós
Vanesa Amorós Quiles (Elche, 7 de dezembro de 1982) é uma handebolista profissional espanhola, medalhista olímpica.
Fez parte do elenco medalhista de bronze, em Londres 2012, com quatro atuações e treze gols.